# 美國太平洋艦隊
美國太平洋艦隊（英語：United States Pacific Fleet，簡稱「USPACFLT」）是美國海軍於太平洋地區的海軍部隊，由美國印太司令部指揮，母港為夏威夷珍珠港。
太平洋艦隊成立於1907年，由亞洲分艦隊與太平洋分艦隊合併而成，1922年時一度被併入美國艦隊中，一直到1940年美國國會通過法案才再度建立。1941年，為了遏止日本的擴張行動，羅斯福下令將太平洋艦隊移防至珍珠港，但其美國艦隊總司令詹姆斯·瑞查生（James O. Richardson）反對因為政治因素讓艦隊暴露於敵人打擊範圍內，而後羅斯福將他解職，由哈斯本·金梅爾繼任，之後日本偷襲珍珠港，將太平洋艦隊除了航空母艦外的絕大部分兵力毀滅，但最終美軍仍重組了太平洋艦隊，並打敗日軍。1945年後，太平洋艦隊陸續參與了韓戰、越戰和台灣海峽危機等諸多戰事。現時太平洋艦隊以第3艦隊及第7艦隊為核心兵力。